# Plak (muntstuk)

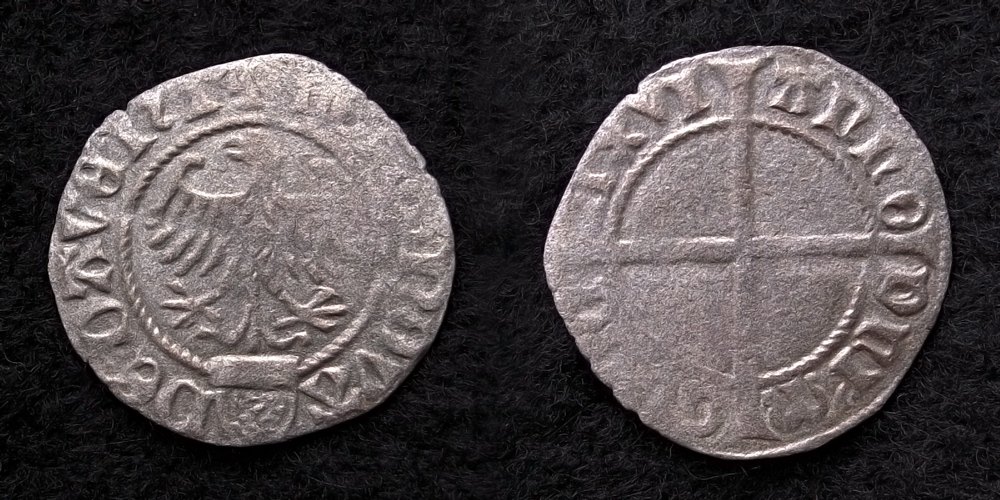
Plak of 1/8 stuiver van de stad Deventer uit 1466. zilver 80/1000; gewicht: 0,75 gr.; diameter: ca. 18 mm. Voorzijde: Deventer adelaar uit stadswapen binnen kabelrand op een wapenschildje van het Oversticht. Omschrift + MONETA NOVA DE DAVENT. Keerzijde: breed gevoet kruis over kabelrand. Omschrift: ANNO DNI’ MDDDDLXVI

Plak is de naam van verscheidene oude muntsoorten. Uiteindelijk werd plak in Nederland een andere naam voor de halve stuiver of vierduitstuk.

## Brabant
In het oude geldsysteem van Brabant was plak een ander woord voor de groot. In een stuiver gingen 3 plakken, terwijl elke plak 24 Brabantse mijten telde.

## Groningen
Ook Groningen had een eigen plak. Aan het eind van de vijftiende eeuw was een Groningse stuiver of vlieger 6 plakken waard, de jager 12 plakken, de vleemse 5 plakken en een kromstaart 4 plakken. Vleemse en kromstaart waren toen al uit de circulatiereeks verdwenen, maar werden nog als rekenmunten gebruikt. Zestig plakken vormden toen een Arnhemse gulden.

## Overijssel en Gelderland
In de zestiende en zeventiende eeuw bestond in Overijssel en Gelderland een plak die veel kleiner was dan de Brabantse plak. Naast een verdeling van de stuiver in zestien penningen, bestond er ook een onderverdeling van de stuiver in vijftien plakken.

## Later gebruik van de plak
Uiteindelijk werd de plak synoniem voor halve-stuiverstuk of vierduitstuk binnen het Nederlandse decimale geldsysteem.